# Henry Paul
Pour les articles homonymes, voir Paul.

a Compétitions nationales et continentales officielles uniquement.

b Matchs officiels uniquement.
Dernière mise à jour le 25 avril 2025.
Henry Paul, né le 10 février 1974 à Tokoroa (Nouvelle-Zélande), est un joueur de rugby à XIII, de rugby à XV et de rugby à sept. À XIII, il a représenté l'équipe de Nouvelle-Zélande. À XV, il connaît six sélections le maillot de l'Angleterre.

## Biographie
Durant son adolescence, Paul jouait à XV la semaine et à XIII le week-end. Ensuite, il part en Europe pour jouer successivement aux Wigan Warriors et aux Bradford Bulls. Avec ces derniers, il remporte la Coupe d'Angleterre de rugby à XIII en 2000 et la Super League en 2001. 
La même année, il passe à XV en signant à Gloucester. Il devient international avec l'équipe d'Angleterre, alors qu'il était international néo-zélandais à XIII, cela s'explique par le fait que ses grands-parents étaient de nationalité anglaise. 
En 2006, il repasse au rugby à XIII en signant pour le club londonien des Harlequins Rugby League.

## Palmarès à XIII

### En club
- Super League de rugby en 2001
- Coupe d'Angleterre de rugby à XIII en 2000

### En équipe nationale
- 23 sélections avec la Nouvelle-Zélande.

Finaliste de la Coupe du monde de rugby à XIII en 2000

## Palmarès à XV

### En club
- Champion d'Angleterre en 2002
- Vainqueur de la Coupe d'Angleterre en 2003

### En équipe nationale
- 6 sélections avec l'équipe d'Angleterre (+7 avec l’équipe A)
- Sélections par année : 1 en 2002, 5 en 2004
- Tournois des Six Nations disputés : 2002, 2004

Il a eu sa première cape internationale le 2 mars 2002, à l'occasion d'un match contre l'équipe de France. Son dernier test match fut contre l'équipe d'Australie, le 27 novembre 2004.